# محمد الركوعي
محمد الركوعي (1950-) هو فنان تشكيلي فلسطيني ولد في قطاع غزة، تلقى تعليمه الأساسي والأعدادي في مدارس المخيم التابعة للأونروا، حاصل على دبلوم المعلمين في تخصص الفنون عام 1971، وعمل مدرس لمادة الفن في مدارس قطاع غزة، كان عضو الهيئة الإدارية لإتحاد الفنانين التشكيليين الفلسطينيين فرع سوريا، أسس مركز الجليل للفنون و إحياء التراث الفلسطيني، حصل على الجائزة الأولى المستشارية الثقافية الايرانية بدمشق عام 1991 في مسابقة حجارة فلسطين تتحدى الغزاة الصهاينة وحصل أيضا على جائزة عن لوحة بين السلام والحرب عام 1971اعتقل للمرة الأولى في عام 1973 بتهمة الانتماء للمقاومة وعلى خلفية مشاركته في العديد من العمليات العسكرية ضد الاحتلال الصهيوني، وحكم عليه بالسجن مدى الحياة ثلاثة مرات إضافة إلى اثنين وسبعين عام، تمكن الركوعي خلال فترة اعتقاله من تكريس وقته وطاقته لرسم عشرات اللوحات، قبل إطلاق سراحه في عملية تبادل الأسرى المسماة بعملية الجليل عام 1985.

## حياته الفنية
يصنف الركوعي مراحل حياته الفنية إلى أربعة مراحل، الأولى قبل اعتقاله عام 1973 والتي لا توجد منها صور للوحاته حيث كان قد أقام معرض فني في النادي الرياضي في مخيم الشاطئ، أما المرحلة الثانية فهي مرحلة الاعتقال لمدة ثلاثة عشر عام التي تمكن خلالها من رسم أكثر من ثلاثمئة لوحة فنية تم تهريبها خارج المعتقل، وكانت المرحلة الثالثة هي مرحلة تأثر لوحاته بالملصق Poster الثوري وهي المرحلة التي تلت تحرره من السجون الصهيونية أما المرحلة الرابعة التي يصفها بأنها تتميز بالنضوج والتغيير في المحتوى حيث ركز على التراث الفلسطيني وذاكرة المكان والحنين للوطن وغيرها.